# Paranais multisetosa
Paranais multisetosa is een ringworm uit de familie van de Naididae. De wetenschappelijke naam van de soort is voor het eerst geldig gepubliceerd in 1972 door Finogenova.